# Tiszatelek
Tiszatelek község Szabolcs-Szatmár-Bereg vármegyében, az Ibrányi járásban.

## Fekvése
A vármegye északnyugati szélén fekszik, a Rétköz tájegységben, közvetlenül a Tisza mellett. Lakott településrészei mind a folyó bal parti oldalán helyezkednek el, de közigazgatási területének egy csekély hányada, mintegy 2 négyzetkilométernyi része a túlparti oldalra esik; ott részben természetvédelmi oltalom alatt álló ártéri erdők, részben mezőgazdasági hasznosítású területek találhatók.
Különálló településrészei: Kétérköz, Kocobatanya és Érhát – mindhárom a központjától nagyjából 2–4 kilométerre délnyugatra –, valamint Tiszahát, a falutól 1,5-2 kilométerre északnyugatra, közvetlenül a folyó árvízvédelmi töltése mellett, illetve részben már azon belül, hullámtéri területen.
A közvetlenül szomszédos települések: észak felől Tiszacsermely, északkelet felől Cigánd, kelet felől Dombrád, délkelet felől Beszterec, dél felől Vasmegyer és Tiszarád, délnyugat felől Nagyhalász, nyugat felől az egyébként távolabb fekvő Ibrány Tiszapart nevű különálló városrésze, északnyugat felől pedig Tiszakarád. [Ez utóbbi, valamint Tiszacsermely és Cigánd a Tisza túlsó, zempléni (bodrogközi) partján fekszenek.]
Területének számottevő része, a Tisza partjait kísérő és holtágait övező galériaerdők kifejezetten gazdag és értékes élővilága miatt természetvédelmi oltalom alatt áll.

### Megközelítése
Legfontosabb közúti megközelítési útvonala a 3834-es út, ezen érhető el Nyíregyháza-Nagyhalász és Dombrád felől is; Besztereccel a 3826-os út köti össze.
Községrészei közül Kétérköz közvetlenül a 3834-es út mellett fekszik, de Érhát, Kocobatanya és Tiszahát is arról az útról érhető el. Érhát főutcája a 38 145-ös, Kocobatanyáé a 38 150-es számú mellékút; Tiszahát csak egy számozatlan, de burkolt alsóbbrendű úton érhető el.
Korábban megközelíthető volt vonattal is, a MÁV által üzemeltetett Nyírvidéki Kisvasút 119-es számú Nyíregyháza NYK–Kótaj–Buj–Herminatanya–Dombrád vonalán; a vonalnak Tiszatelek határai között összesen három megállási pontja volt (Érhát és Kétérköz megállóhelyek, valamint Tiszatelek megálló-rakodóhely, a belterület keleti részén). 2009. szeptember 17. óta azonban a vonalon szünetel a forgalom.

## Nevének eredete
A település nevében a telek szó a történelmi elnevezésből maradt meg, míg a Tisza jelző földrajzi fekvésére utal.

## Története
Tiszatelek környéke már a bronzkorban is lakott hely volt, a határában feltárt régészeti leletek tanúsága szerint. A késő bronzkori Gáva kultúrához tartozó egykori lakosság az egész környéket benépesítette. Lakóhelyüket itt a Rétközben egy mocsárból kiemelkedő dombháton építették ki, mely egykori lakóinak védelmet biztosított nemcsak a külső ellenséggel szemben, de állatállományukat is óvta az elkószálástól.
A mai Tiszatelek község 1954-ben alakult egyutcás település, a Rétköz árvizektől mentes egyik homokhátján.

## Közélete

### Polgármesterei
- 1990–1994: Bagdi Miklós (független)[3]
- 1994–1998: Bagdi Miklós (független)[4]
- 1998–2002: Tompa József (független)[5]
- 2002–2006: Tompa József (független)[6]
- 2006–2010: Gégény Géza Zsolt (független)[7]
- 2010–2014: Gégény Géza Zsolt (független)[8]
- 2014–2019: Gégény Géza Zsolt (független)[9]
- 2019–2024: Gégény Géza Zsolt (független)[10]
- 2024– : Gégény Géza Zsolt (független)[1]

## Népesség
A település népességének változása:
| Lakosok száma | 1436 | 1420 | 1400 | 1339 | 1263 | 1273 | 1239 |
|               | 2013 | 2014 | 2015 | 2021 | 2022 | 2023 | 2024 |

2001-ben a község lakosságának közel 100%-a magyar nemzetiségűnek vallotta magát.
A 2011-es népszámlálás során a lakosok 86,4%-a magyarnak, 0,6% cigánynak mondta magát (13,6% nem nyilatkozott; a kettős identitások miatt a végösszeg nagyobb lehet 100%-nál). A vallási megoszlás a következő volt: római katolikus 26,7%, református 37,1%, görögkatolikus 4,3%, evangélikus 0,2%, felekezeten kívüli 7,9% (23,7% nem válaszolt).
2022-ben a lakosság 93,9%-a vallotta magát magyarnak, 0,4% cigánynak, 0,2% németnek, 0,1% bolgárnak, 2,2% egyéb, nem hazai nemzetiségűnek (5,9% nem nyilatkozott; a kettős identitások miatt a végösszeg nagyobb lehet 100%-nál). Vallásuk szerint 17,9% volt római katolikus, 30,6% református, 3,6% görög katolikus, 0,2% egyéb keresztény, 0,2% evangélikus, 0,1% izraelita, 0,1% ortodox, 5,9% felekezeten kívüli (40,6% nem válaszolt).

## Nevezetességei
- Nyírvidéki Kisvasút
- Jézus Szent Szíve római katolikus templom
- Tiszatelek-Tiszaberceli Ártér Természetvédelmi Terület
- Itt található a Tokaj fölötti Tisza-szakasz egyik legnagyobb kiterjedésű fövenyes szabadstrandja

## Érdekességek
- Tiszatelek határában (közigazgatásilag Tiszakarád területén, a Tisza bodrogközi partján) található Európa legnagyobb ismert partifecske-fészkelőtelepe, melynek nagysága az 1980-2000-es években stabilan 1500-2500 pár körül mozgott (ez több mint tízszerese a faj átlagos tiszai telepméretének).[14]

## Külső hivatkozások
- Tiszatelek, strand a YouTubeon: